# Wimbledon 1987
De 101e editie van het Britse grandslamtoernooi, Wimbledon 1987, vond plaats van maandag 22 juni tot en met zondag 5 juli 1987. Voor de vrouwen was het de 94e editie van het graskampioenschap. Het toernooi werd gespeeld bij de All England Lawn Tennis and Croquet Club in de wijk Wimbledon van de Britse hoofdstad Londen.
Op de eerste zondag tijdens het toernooi (Middle Sunday) werd traditioneel niet gespeeld.
Het toernooi van 1987 trok 395.823 toeschouwers. De All England Lawn Tennis and Croquet Club boekte met het toernooi van 1987 een winst van 7,15 miljoen pond (ruim 25 miljoen gulden).

## Belangrijkste uitslagen
Mannenenkelspel

Finale: Pat Cash (Australië) won van Ivan Lendl (Tsjecho-Slowakije) met 7-6, 6-2, 7-5
Vrouwenenkelspel

Finale: Martina Navrátilová (Verenigde Staten) won van Steffi Graf (West-Duitsland) met 7-5, 6-3
Mannendubbelspel

Finale: Ken Flach (Verenigde Staten) en Robert Seguso (Verenigde Staten) wonnen van Sergio Casal (Spanje) en Emilio Sánchez (Spanje) met 3-6, 6-7, 7-6, 6-1, 6-4
Vrouwendubbelspel

Finale: Claudia Kohde-Kilsch (West-Duitsland) en Helena Suková (Tsjecho-Slowakije) wonnen van Betsy Nagelsen (Verenigde Staten) en Elizabeth Smylie (Australië) met 7-5, 7-5
Gemengd dubbelspel

Finale: Jo Durie (Groot-Brittannië) en Jeremy Bates (Groot-Brittannië) wonnen van Nicole Provis (Australië) en Darren Cahill (Australië) met 7-6, 6-3
Meisjesenkelspel

Finale: Natallja Zverava (Sovjet-Unie) won van Julie Halard (Frankrijk) met 6-4, 6-4
Meisjesdubbelspel

Finale: Natalia Medvedeva (Sovjet-Unie) en Natallja Zverava (Sovjet-Unie) wonnen van Kim Il-soon (Zuid-Korea) en Paulette Moreno (Hong Kong) met 6-2, 5-7, 6-0
Jongensenkelspel

Finale: Diego Nargiso (Italië) won van Jason Stoltenberg (Australië) met 7-6, 6-4
Jongensdubbelspel

Finale: Jason Stoltenberg (Australië) en Todd Woodbridge (Australië) wonnen van Diego Nargiso (Italië) en Eugenio Rossi (Italië) met 6-3, 7-6

## Toeschouwersaantallen en bezoekerscapaciteit
|           |        | Eerste week |         | Tweede week |
| --------- | ------ | ----------- | ------- | ----------- |
| Maandag   |        | 25.915      |         | 38.255      |
| Dinsdag   | 29.323 | 37.364      |         |             |
| Woensdag  | 36.020 | 35.791      |         |             |
| Donderdag | 29.228 | 27.847      |         |             |
| Vrijdag   | 34.973 | 24.165      |         |             |
| Zaterdag  | 34.992 | 20.972      |         |             |
| Zondag    | –      | 20.978      |         |             |
| Totaal    |        | 395.823     | 395.823 | 395.823     |

|  | = slecht weer (meer dan twee uur niet gespeeld) |
|  | = gehele dag niet gespeeld, vanwege de regen    |

| Baan                           | Zitplaatsen                    | Staanplaatsen                  |                                | Baan                           | Zitplaatsen |
| ------------------------------ | ------------------------------ | ------------------------------ | ------------------------------ | ------------------------------ | ----------- |
| Centre Court                   | 12.433                         | 2.000                          |                                | Court No. 9                    | –           |
| Court No. 1                    | 6.340                          | 1.500                          | Court No. 10                   | –                              |             |
| Court No. 2                    | 2.226                          | 1.000                          | Court No. 11                   | –                              |             |
| Court No. 3                    | 800                            | –                              | Court No. 12                   | –                              |             |
| Court No. 4                    | –                              | –                              | Court No. 13                   | 1.452                          |             |
| Court No. 5                    | –                              | –                              | Court No. 14                   | 1.254                          |             |
| Court No. 6                    | 250                            | –                              | Court No. 15                   | –                              |             |
| Court No. 7                    | 250                            | –                              | Court No. 16                   | –                              |             |
| Court No. 8                    | –                              | –                              | Court No. 17                   | –                              |             |
| Totaal zitplaatsen             | Totaal zitplaatsen             | Totaal zitplaatsen             | Totaal zitplaatsen             | Totaal zitplaatsen             | 25.005      |
| Totaal staanplaatsen           | Totaal staanplaatsen           | Totaal staanplaatsen           | Totaal staanplaatsen           | Totaal staanplaatsen           | 4.500       |
|                                |                                |                                |                                |                                |             |
| Bezoekerscapaciteit tennispark | Bezoekerscapaciteit tennispark | Bezoekerscapaciteit tennispark | Bezoekerscapaciteit tennispark | Bezoekerscapaciteit tennispark | 28.000      |

1877 · 1878 · 1879 · 1880 · 1881 · 1882 · 1883 · 1884 · 1885 · 1886 · 1887 · 1888 · 1889 · 1890 · 1891 · 1892 · 1893 · 1894 · 1895 · 1896 · 1897 · 1898 · 1899 · 1900 · 1901 · 1902 · 1903 · 1904 · 1905 · 1906 · 1907 · 1908 · 1909 · 1910 · 1911 · 1912 · 1913 · 1914 · 1915–1918 · 1919 · 1920 · 1921 · 1922 · 1923 · 1924 · 1925 · 1926 · 1927 · 1928 · 1929 · 1930 · 1931 · 1932 · 1933 · 1934 · 1935 · 1936 · 1937 · 1938 · 1939 · 1940–1945 · 1946 · 1947 · 1948 · 1949 · 1950 · 1951 · 1952 · 1953 · 1954 · 1955 · 1956 · 1957 · 1958 · 1959 · 1960 · 1961 · 1962 · 1963 · 1964 · 1965 · 1966 · 1967
↓ open tijdperk ↓
1968 (m-v-md-vd-gd) · 1969 (m-v-md-vd-gd) · 1970 (m-v-md-vd-gd) · 1971 (m-v-md-vd-gd) · 1972 (m-v-md-vd-gd) · 1973 (m-v-md-vd-gd) · 1974 (m-v-md-vd-gd) · 1975 (m-v-md-vd-gd) · 1976 (m-v-md-vd-gd) · 1977 (m-v-md-vd-gd) · 1978 (m-v-md-vd-gd) · 1979 (m-v-md-vd-gd) · 1980 (m-v-md-vd-gd) · 1981 (m-v-md-vd-gd) · 1982 (m-v-md-vd-gd) · 1983 (m-v-md-vd-gd) · 1984 (m-v-md-vd-gd) · 1985 (m-v-md-vd-gd) · 1986 (m-v-md-vd-gd) · 1987 (m-v-md-vd-gd) · 1988 (m-v-md-vd-gd) · 1989 (m-v-md-vd-gd) · 1990 (m-v-md-vd-gd) · 1991 (m-v-md-vd-gd) · 1992 (m-v-md-vd-gd) · 1993 (m-v-md-vd-gd) · 1994 (m-v-md-vd-gd) · 1995 (m-v-md-vd-gd) · 1996 (m-v-md-vd-gd) · 1997 (m-v-md-vd-gd) · 1998 (m-v-md-vd-gd) · 1999 (m-v-md-vd-gd) · 2000 (m-v-md-vd-gd) · 2001 (m-v-md-vd-gd) · 2002 (m-v-md-vd-gd) · 2003 (m-v-md-vd-gd) · 2004 (m-v-md-vd-gd) · 2005 (m-v-md-vd-gd) · 2006 (m-v-md-vd-gd) · 2007 (m-v-md-vd-gd) · 2008 (m-v-md-vd-gd) · 2009 (m-v-md-vd-gd) · 2010 (m-v-md-vd-gd) · 2011 (m-v-md-vd-gd) · 2012 (m-v-md-vd-gd) · 2013 (m-v-md-vd-gd) · 2014 (m-v-md-vd-gd) · 2015 (m-v-md-vd-gd) · 2016 (m-v-md-vd-gd) · 2017 (m-v-md-vd-gd) · 2018 (m-v-md-vd-gd) · 2019 (m-v-md-vd-gd) · 2020 · 2021 (m-v-md-vd-gd) · 2022 (m-v-md-vd-gd) · 2023 (m-v-md-vd-gd) · 2024 (m-v-md-vd-gd)
Lijst van Wimbledonwinnaars · Toernooien per editie